# محاصره ایله
محاصره ایله (انگلیسی: Siege of Ayla) در سال ۱۱۷۰، نبردی میان نیروهای صلاح‌الدین ایوبی و نیروهای صلیبی در ایله (عقبه امروزی) بود که با پیروزی صلاح‌الدین و نیروهایش و فتح عقبه توسط او همراه بود. ایله که در عهد بالدوین یکم پادشاه اورشلیم توسط نیروهای اورشلیم فتح شد تا سال ۱۱۷۰ جنوبی‌ترین بخش و قلمروی پادشاهی اورشلیم به شمار می‌رفت. این منطقه همچنین نقطه‌ای کلیدی در مسیر زائران مسلمان از مصر به سمت مکه بود.